# Estádio José de Melo
Het Estádio José de Melo is een multifunctioneel stadion in Rio Branco, een stad in Brazilië. 
Het stadion wordt vooral gebruikt voor voetbalwedstrijden, de voetbalclubs Andirá EC, Atlético Acreano, Independência FC, Rio Branco FC en AD Vasco da Gama maken gebruik van dit stadion. In het stadion is plaats voor 6.000 toeschouwers. Het stadion werd geopend in 1935. Het heeft als bijnaam 'Estrelão'. Het is vernoemd naar José Francisco de Melo, voetballer en voorzitter van FC Rio Branco.